# لايف: إن ذا كلابز، إن يور فيس
لايف: إن ذا كلابز، إن يور فيس (بالإنجليزية: Live: In the Clubs, in Your Face)‏، هي اسطوانة مطولة من عام 1993 لفرقة الهارد روك البريطانية ديف ليبارد، والتي تحتوي على أغان مباشرة غُنيت في بون، ألمانيا في 29 مايو 1992. عنوان أسطوانة مطولة تلاعب بكلمات عنوان إصدار الفيديو المباشر للفرقة لايف: إن ذا راوند، إن يور فيس. أُضيفت الاسطوانة المطولة أيضاً كسي دي إضافي بنسخ محددة من أدرينالايز، وريترو أكتيف، والإصدار الألماني من الأغنية المنفردة «ميس يو إن أ هارتبيت».
جميع أغاني الاسطوانة المطولة أُجريت لها ريماستر وأُضيفت على السي دي الإضافي من الإصدار الممتاز من أدرينالايز.

## قائمة الأغاني
| #  | عنوان                | المدة |
| -- | -------------------- | ----- |
| 1. | "هستيريا"            | 7:20  |
| 2. | "فوتوغراف"           | 4:44  |
| 3. | "بور سام شغر أون مي" | 5:11  |
| 4. | "ليتس غيت روكد"      | 5:48  |

## طاقم العمل
- جو إليوت - الغناء الرئيسي
- فيل كولين - الإيتار
- فيفيان كامبل - الإيتار
- ريك سافج - غيتار البيس
- ريك ألين - الطبول